# Russische Kultur in Deutschland

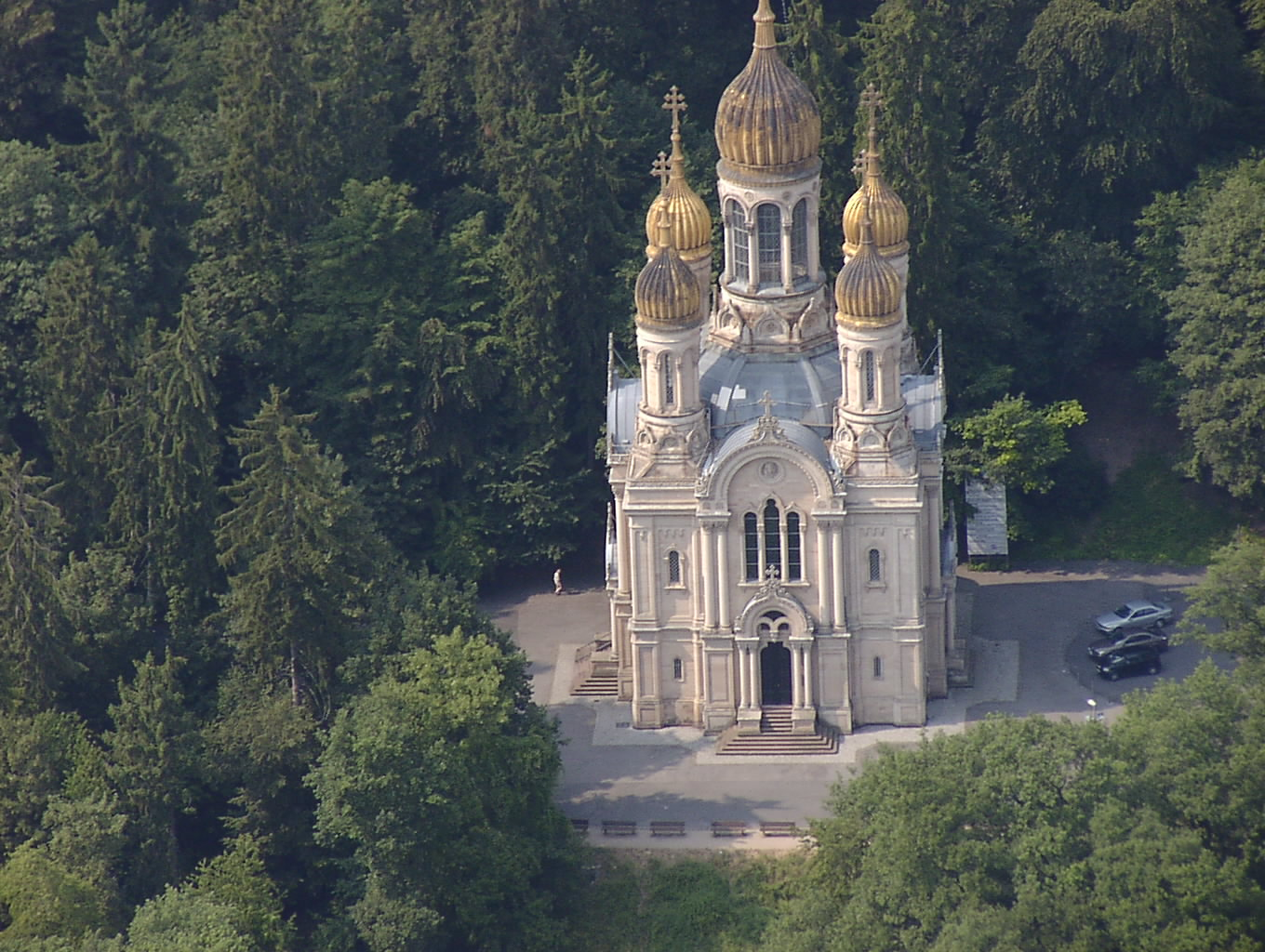
Luftbild der russisch-orthodoxen Kirche in Wiesbaden (2006)

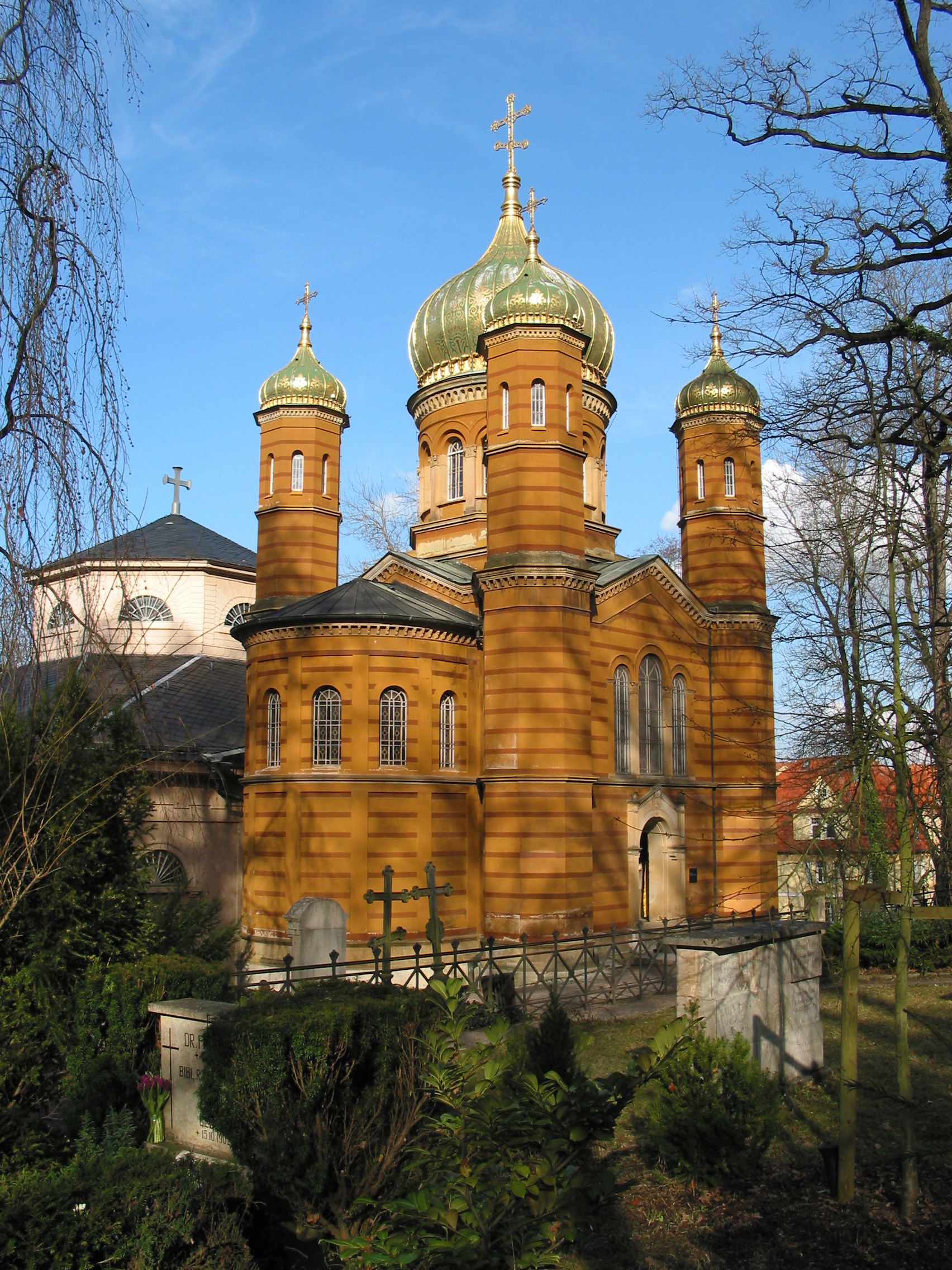
Grabkapelle der Großfürstin Maria Pawlowna von 1860 auf dem Historischen Friedhof in Weimar

Erste Einflüsse von russischer Kultur in Deutschland gab es in größerem Umfang im 19. Jahrhundert. Zu dieser Zeit wurde Russland von Kaiser Nikolaus I., einem Sohn von Kaiser Paul I. und Sophie Dorothee von Württemberg, und von Alexander II., welcher mit Marie von Hessen-Darmstadt verheiratet war, beherrscht. Durch diese russisch-deutschen Verbindungen ergaben sich enge Kontakte zu den deutschen Fürstenhäusern, unter anderem zum Fürstenhaus Hessen-Darmstadt.

## Geschichte
Wechselseitige dynastische Beziehungen haben in der Ausstattung der Residenzen deutscher Fürsten viele Spuren hinterlassen. Ein besonders einprägsames Beispiel ist in Potsdam die russische Kolonie Alexandrowka oder die Alexander-Newski-Gedächtniskirche, die von Friedrich Wilhelm III. der Erinnerung an Kaiser Alexander gewidmet war. Im Berliner Umland erinnern heute noch einige Bauten, Kunstwerke und Begebenheiten, die der russisch-preußischen Freundschaft, personifiziert durch Charlotte von Preußen (1798–1860), Kaiserin von Russland, gewidmet sind: Das russische Blockhaus und die Kirche St. Peter und Paul auf Nikolskoe.
Die Besuche der russischen Zaren in deutschen Kurorten führte dazu, dass auch weitere russische Adlige gefolgt vom russischen Großbürgertum und der russischen Künstlerelite in diese Orte kamen. Speziell im Raum Hessen-Nassau stellte man sich auf die russischen Gäste ein, so finden sich in den Orten Bad Ems, Bad Nauheim, Wiesbaden, Bad Homburg vor der Höhe und Darmstadt noch heute Russisch-Orthodoxe Kirchen und andere Einrichtungen wie zum Beispiel der Russische Hof, ein ehemaliges Grandhotel in Bad Ems. Mit dem Beginn des Ersten Weltkrieges blieben die russischen Kurgäste aus.
Erst in den 1920er Jahren kam es erneut zu einem Aufschwung der russischen Kultur in Deutschland. In Berlin bildete sich eine umfangreiche Kulturszene russischer Emigranten, die nach der Oktoberrevolution ins Deutsche Reich geflüchtet waren. 1922 fand die Erste Russische Kunstausstellung Berlin 1922 statt, in der ein Querschnitt repräsentativer neuer gegenstandsloser Richtungen aus Russland zu sehen war.
Der russische Schriftsteller Vladimir Nabokov lebte von 1922 bis 1937 in Berlin und schrieb dort sieben Romane in seiner Muttersprache. Der russische Maler Leonid Pasternak und seine Familie kamen 1921, blieben bis 1936. 1924 zog die Tänzerin und Choreographin Tatjana Gsovsky in die deutsche Reichshauptstadt, arbeitete in der Staatsoper, der Deutschen Oper und an der Frankfurter Oper, wohnte bis zu ihrem Tode 1993 in Berlin-Charlottenburg.
In den 1970er und 1980er Jahren ließen sich bekannte russische Dissidenten in Deutschland nieder, Intellektuelle, deren Werke gegen die Leitlinien der kommunistischen Diktatur in der Sowjetunion verstießen und die deswegen in den Westen ins Exil gingen. Unter diesen waren Philosophen und Schriftsteller, wie Lew Kopelew, Alexander Sinowjew, Friedrich Gorenstein und Wladimir Woinowitsch.
Der zurzeit kommerziell erfolgreichste in Deutschland wohnende Schriftsteller russisch-sowjetischer Abstammung, der auf Deutsch schreibt, ist Wladimir Kaminer. Aus der Gruppe russischer Einwanderer sind noch weitere bedeutende Schriftsteller hervorgegangen. Zu erwähnen ist Natascha Wodin, die seit den 1980er Jahren auf Deutsch schreibt, oder der Autor und Dramatiker Alexei Schipenko, der sowohl auf Deutsch wie auch in seiner russischen Muttersprache schreibt. Die russische Lyrikerin Olga Martynova wurde zu einer einflussreichen Literaturkritikerin (sie schreibt Essays und Buchbesprechungen für die Neue Zürcher Zeitung, Die Zeit, oder die Frankfurter Rundschau). Viel Beachtung bekam ihr auf Deutsch verfasstes Romandebüt Sogar Papageien überleben uns, Literaturverlag Droschl, Graz 2010. Eine Reihe weiterer russischer Autoren in Deutschland schreibt hauptsächlich auf Russisch, darunter Boris Chasanow oder Oleg Jurjew, der aber auch für deutschsprachige Zeitungen arbeitet (Neue Zürcher Zeitung, die Frankfurter Rundschau, eine eigene Kolumne in Der Tagesspiegel).
Diejenigen unter den Deutschen aus Russland und anderen Staaten der ehemaligen Sowjetunion, die nicht alle Brücken zu ihrer alten Heimat abgebrochen haben, sondern z. B. in Deutschland noch Russisch sprechen, stellen sowohl eine Quelle als auch einen Resonanzboden für die Entwicklung der russischen Kultur in Deutschland dar.

## Russische Vereine
Bereits 85 russische Vereine in Deutschland sind allein auf der Internetseite www.russisch-fuer-kinder.de zu finden. Sie alle versuchen ihre russische Kultur in Deutschland zu bewahren, bieten aber auch Integrationsangebote. 
Die meisten davon gelten für russische Kinder in Deutschland im Alter zwischen 2 und 6 Jahren, aber auch für russische Schulkinder gibt es Angebote.
Neben russischen Sprachkursen werden nicht selten russische Volkstänze, Kunst und Geschichte vermittelt. Einige dieser Organisationen bieten TRKI-Kurse und Prüfungen an. TRKI ist ein Sprachzertifikat, welches vom russischen Kultusministerium eingeführt wurde und mit dem Cambridge Certificate in Advanced English zu vergleichen ist.